# Коэн, Эндрю (губернатор)

Сэр Э. Коэн подписывает договор с королём Уньоро Gafabusa Winyi IV. 1955 г.

Сэр Эндрю Бенджамин Коэн (Коуэн) (англ. Andrew Benjamin Cohen; 7 октября 1909—17 июня 1968) — государственный деятель Великобритании, губернатор Британского протектората Уганда (1952—1957).

## Биография
Родился в известной англо-еврейской семье. Образование получил в Malvern College и Тринити-колледж (Кембридж).
В 1940—1943 служил на Мальте.
Работал помощником заместителя по делам африканских колоний. Принимал в 1950 году участие в переговорах о федеральных органах государственной власти Федерации Родезии и Ньясаленда.

## Уганда
После окончания Второй мировой войны начался постепенный распад Британской колониальной империи. Британцы оставили Индию, в Западной Африке наблюдался рост национализма, ориентация на будущее самоуправление все больше ощущалась и в Уганде. Для подготовки Уганды к независимости метрополия в 1952 году прислала в страну энергичного губернатора сэра Эндрю Коэна.
Коэн немедленно приступил к активным действиям. В сфере экономики он ликвидировал монополию азиатов на очистку хлопка от семян, отменил ценовую дискриминацию африканского кофе, поощрял кооперацию и образовал Корпорацию развития Уганды, чтобы финансировать новые экономические проекты. В политическом плане он реорганизовал Законодательный совет и включил представителей африканского населения в местные собрания. Эта система стала прототипом будущего парламента.
С 1957 года Коэн покинул пост губернатора Уганда, в связи с назначением его представителем Великобритании в Совете по опеке Организации Объединённых Наций.

## Работа в ООН
После работы представителем Великобритании в Совете по опеке Организации Объединённых Наций, в 1959 году он назначен членом Специальной миссии по переговорам о независимости Самоа от Новой Зеландии. Принимал участие в передаче подопечной территории Южного Камеруна Республике Камерун с 1 октября 1961 года.
С 1964 года до своей смерти от сердечного приступа в 1968 году был секретарём министра международного развития Великобритании.

## Награды
- Рыцарь-Командор Ордена Святого Михаила и Святого Георгия
- Рыцарский Королевский Викторианский орден
- Офицерский Орден Британской империи